# 2017年10月中国大陆

## 10月1日
- 中华人民共和国国歌法于当日起正式施行[1]。
- 中华人民共和国民法总则于当日起正式实施[2]。

## 10月2日
- 中华人民共和国国务院正式批复西藏那曲地区撤地设市以及那曲县撤县并更名为色尼区[3]。

## 10月6日
- 下午6時25分，四川阿坝州九寨沟县发生4.0级地震，震源深度20公里。地震定位為北緯33.23度，東經103.80度。[4]

## 10月8日
- 青海省循化至隆务峡高速公路正式通车[5]。

## 10月16日
- 南京紫金山天文台宣布中国南极巡天望远镜首次追踪到引力波光学信号[6]。

## 10月18日
- 中国共产党第十九次全国代表大会于北京人民大会堂开幕，中共中央总书记习近平代表第十八届中央委员会向大会作报告[7]。

## 10月24日
- 中国共产党第十九次全国代表大会闭幕，大会通过修改《中国共产党章程》，将以总书记习近平命名的“习近平新时代中国特色社会主义思想”列为党的指导思想。[8]

## 10月25日
- 中国共产党第十九届中央委员会第一次全体会议在北京举行，选举产生习近平、李克强、栗战书、汪洋、王沪宁、赵乐际和韩正组成的新一届中央政治局常委[9]。

## 10月30日
- 南昌豫章书院修身专修学校在被曝涉嫌非法拘禁與虐待青少年數日後，當日晚間南昌市青山湖區政府發佈通報稱，已責成相關部門展開跟進處罰、追責[10]。